# 托马斯·托斯滕森
托马斯·托斯滕森（挪威語：Thomas Thorstensen，1880年5月18日—1953年6月18日），挪威男子竞技体操运动员。他曾获得1908年夏季奥运会男子团体全能银牌和1912年夏季奥运会男子团体自由全能金牌。